# Frankenstein
Frankenstein; hay Prometheus thời hiện đại là một cuốn tiểu thuyết viết bởi nữ tác giả Mary Shelley vào năm 1818. Frankenstein kể về câu chuyện của Victor Frankenstein, một nhà khoa học trẻ đã tạo ra một sinh vật có trí tuệ con người trong một thí nghiệm khoa học không chính thống. Shelley bắt đầu viết truyện này khi bà 18 tuổi, và ấn bản đầu tiên được xuất bản ẩn danh tại Luân Đôn vào ngày 1 tháng 1 năm 1818, khi bà 20 tuổi. Cái tên Mary xuất hiện trên ấn bản thứ hai, phát hành tại Paris năm 1821.
Shelley đã đi khắp châu Âu vào năm 1815, di chuyển dọc theo sông Rhein ở Đức, và dừng chân tại Gernsheim, cách Lâu đài Frankenstein 17 kilômét (11 mi), nơi một nhà giả kim thực hiện các thí nghiệm hai thế kỷ trước đó. Sau đó bà tới Genève, Thụy Sĩ, nơi phần lớn câu chuyện diễn ra. Ý tưởng về phương pháp Galvani và thần bí học là chủ đề trò chuyện của những người bạn đồng hành của bà, đặc biệt với là người yêu và chồng tương lai Percy Bysshe Shelley. Năm 1816, Mary, Percy, và Lord Byron có một cuộc thi xem ai là người viết truyện kinh dị hay nhất. Sau nhiều ngày suy nghĩ, Shelley đã viết Frankenstein sau khi tưởng tượng về một nhà khoa học tạo ra một sinh vật sống và kinh hoàng trước thứ mình tạo ra.
Từ khi được phát hành, cái tên "Frankenstein" thường bị sử dụng sai cách để ám chỉ con quái vật, hơn là người tạo ra nó.

## Cốt truyện

### Lời mở đầu của Robert Walton
Mở đầu Frankenstein là những bức thư của Thuyền trưởng Robert Walton gửi chị gái, Margaret Walton Saville. Robert Walton, một nhà văn thất bại, đi thám hiểm Bắc Cực với hi vọng mở rộng kiến thức khoa học. Trong chuyến hải trình, thủy thủ đoàn thấy một xe trượt tuyết chó kéo điều khiển bởi một sinh vật khổng lồ. Vài giờ sau, thủy thủ đoàn giải cứu người đàn ông gần như chết cóng và tiều tụy tên là Victor Frankenstein. Frankenstein trước đó đang đuổi theo người đàn ông khổng lồ mà thủy thủ đoàn đã trông thấy. Và sau những nỗ lực, Frankenstein bắt đầu hồi phục. Thấy được ở Walton sự ám ảnh đã hủy hoại cuộc đời mình, Victor kể lại những bất hạnh của cuộc đời mình để cảnh cáo Walton. Cuốn tiểu thuyết sau đó tiếp tục với lời kể của Frankenstein.

### Câu chuyện của Victor Frankenstein
Victor đầu tiên kể về thời thơ ấu của mình. Sinh ra tại Napoli, Ý trong một gia đình Genève giàu có, Victor và hai em trai, Ernest và William, là con trai của Alphonse Frankenstein và Caroline Beaufort. Từ khi còn nhỏ, Victor đã có niềm khao khát mãnh liệt được hiểu biết về thế giới. Anh ám ảnh với học thuyết của các nhà giả kim, dù lớn lên nhận ra rằng chúng đã lỗi thời. Khi Victor lên năm, cha mẹ anh nhận nuôi Elizabeth Lavenza (cô con gái mồ côi của một quý tộc Milan bị truất hữu), người sau này kết hôn với Victor. Về sau, họ cũng nhận thêm Justine Moritz, người sau này trở thành bảo mẫu của Willy.
Vài tuần trước khi đến Đại học Ingolstadt ở Đức, mẹ anh qua đời vì sốt ban đỏ; và Victor vùi mình vào những thí nghiệm để quên đi nỗi buồn. Ở đại học, là một học sinh hóa học xuất sắc, anh sớm phát triển một kỹ thuật bí mật để truyền sự sống vào vật chất. Anh tạo ra một sinh vật hình người, nhưng vì gặp khó khăn trong việc tái tạo các bộ phận nhỏ, nên Victor đã làm Tạo vật với tỉ lệ lớn hơn bình thường, với chiều cao khoảng 8 foot (2,4 m). Dù Victor đã lựa chọn những nét mặt đẹp đẽ, nhưng khi chuyển động thì Tạo vật lại trông gớm ghiếc, với đôi mắt vàng đục ngầu ngấn nước và làn da vàng không che nổi các thớ cơ và động mạch. Kinh hoàng trước tác phẩm của mình, Victor bỏ trốn. Khi đang lang thang trên đường vào ngày hôm sau, anh gặp lại người bạn thời thơ ấu, Henry Clerval, và đưa Clerval về với căn hộ của mình, với nỗi sợ về phản ứng của Clerval khi thấy con quái vật. Tuy nhiên, khi Victor trở về phòng thí nghiệm, Tạo vật đã biến mất.
Victor đổ bệnh sau khi đã trải qua những chuyện vừa rồi, và được Clerval chăm sóc. Sau bốn tháng hồi phục, anh nhận được một lá thư từ cha thông báo rằng William đã bị giết. Khi đến Genève, Victor thấy Tạo vật gần hiện trường vụ án và nhận ra rằng nó là thủ phạm. Justine Moritz, bảo mẫu của William, bị kết tội sau khi chiếc dây chuyền của William, với bức chân dung của Caroline, được tìm thấy trong túi cô. Victor biết rằng sẽ không ai tin anh nếu anh cố gắng chứng minh sự trong sạch của Justine, và cô bị treo cổ. Bị cảm giác hối lỗi và đau buồn tàn phá, Victor đã lang thang trong dãy Alps. Khi đang đi qua Mer de Glace ở Mont Blanc, Tạo vật bất ngờ xuất hiện, cầu xin Victor nghe câu chuyện của mình.

### Câu chuyện của Tạo vật
Tạo vật kể lại ngày đầu tiên trong đời mình, cô độc giữa miền hoang dã. Nó nhận ra con người sợ hãi vẻ ngoài của mình, nên nó bắt đầu sợ hãi và lẩn trốn họ. Khi đang sống trong một túp lều bỏ hoang, nó phát hiện ra và bắt đầu yêu mến gia đình yêu mến sống tại căn nhà nối liền bên cạnh. Để giúp đỡ họ, nó đã nhặt củi, dọn tuyết khỏi đường đi và làm nhiều việc khác nữa. Khi bí mật sống tại đây, Tạo vật bắt đầu học nói bằng cách lắng nghe gia đình kia và tự dạy mình đọc sau khi tìm thấy một túi sách trong rừng. Một lần, nó thấy mình qua mặt nước và nhận ra sự gớm ghiếc của bản thân. Điều này khiến nó kinh hãi như cái cách nó kinh hãi người thường. 
Dần dần, nó càng thêm yêu mến gia đình nọ, sau khi biết về hoàn cảnh của họ. Và vào một ngày, Tạo vật tiếp cận gia đình với hi vọng sẽ có thêm những người bạn, bước vào căn nhà khi chỉ có người cha mù lòa tại đó. Hai người trò chuyện, nhưng khi những người khác trở về, họ đều vô cùng sợ hãi. Người con trai đã tấn công nó và Tạo vật bỏ trốn. Ngày hôm sau, gia đình kia rời đi vì sợ rằng nó sẽ quay về. Tạo vật phẫn nộ trước cách mình bị đối xử và từ bỏ hi vọng được loài người chấp nhận. Tuy rất ghét Victor vì đã ruồng bỏ mình, nó quyết định sẽ đến Genève để tìm anh vì tin rằng Victor là người duy nhất có trách nhiệm phải giúp mình. Trên đường đi, nó giải cứu một đứa bé ngã xuống sông, nhưng cha cô bé lại nghĩ rằng Tạo vật định hãm hại họ, nên bắn vào vai nó. Tạo vật thề sẽ trả thù toàn bộ loại người. Và dựa theo nhật ký của Victor, nó tới được Genève, sát hại William, và đổ tội cho Justine.
Tạo vật yêu cầu Victor tạo cho mình một người bạn đời nữ giống mình. Nó lập luận rằng là một sinh vật sống, nó có quyền được hạnh phúc. Tạo vật hứa rằng nó và bạn đời sẽ biến mất và tới miền hoang dã Nam Mĩ nếu như Victor thực hiện điều này. Nếu Victor từ chối, Tạo vật đe dọa sẽ sát hại bạn bè và người thân của Victor và sẽ không dừng lại cho tới khi nó hoàn toàn hủy hoại anh. Vậy nên, Victor đã miễn cưỡng đồng ý. Tạo vật nói nó sẽ theo dõi tiến trình của Victor.

### Câu chuyện của Victor Frankenstein tiếp tục
Clerval cùng với Victor tới Anh, nhưng họ tách nhau, trước sự khăng khăng của Victor, tại Perth, Scotland. Victor nghi ngờ rằng Tạo vật đang theo dõi mình. Khi đang làm sinh vật nữ tại Orkney, anh bị ám ảnh với những thảm họa có thể xảy ra. Anh sợ rằng sinh vật nữ sẽ ghét Tạo vật hoặc còn độc ác hơn cả nó. Và đáng sợ hơn đối với Victor, là việc tạo ra sinh vật thứ hai sẽ dẫn đến sự ra đời của một chủng tộc đe dọa tới loài người. Anh đã xé xác sinh vật nữ ra thành từng mảnh sau khi thấy Tạo vật dõi theo qua cửa sổ. Tạo vật ngay lập tức xông ra để đối đầu với Victor, và cố gắng đe dọa bắt anh làm việc trở lại, nhưng Victor từ chối. Tạo vật rời đi, nhưng đã đưa ra lời đe dọa: "Ta sẽ ở bên ngươi trong đêm tân hôn." Victor sau đó chèo thuyền ra biển để vứt bỏ dụng cụ thí nghiệm, ngủ quên trên chiếc thuyền, rồi không thể về bờ vì gió đổi hướng, và cuối cùng trôi dạt về bờ biển Ireland. Khi tới Ireland, Victor bị bắt vì tội giết Clerval. Trước đó, Tạo vật đã siết cổ Henry, và đặt xác anh tại nơi mà Victor đã đến. Victor tiếp tục suy sụp tinh thần và tỉnh dậy trong nhà tù. Tuy nhiên, anh được phán vô tội, và sau khi được thả, anh trở về nhà với cha.
Ở Genève, Victor kết hôn với Elizabeth, đồng thời trang bị cho mình súng và dao găm để sẵn sàng chiến đấu với Tạo vật. Vào đêm sau đám cưới của họ, Victor yêu cầu Elizabeth ở lại phòng trong khi đi tìm "kẻ ác". Khi Victor tìm kiếm khắp nơi trong nhà, Tạo vật đã siết cổ Elizabeth. Qua cửa sổ, Victor thấy Tạo vật, chỉ vào xác Elizabeth và cười; Victor cố bắn nó nhưng Tạo vật trốn thoát. Cha của Victor, do tuổi già và cái chết của Elizabeth, ra đi vài ngày sau. Trong hành trình trả thù, Victor truy đuổi Tạo vật khắp châu Âu, rồi đến nước Nga, và kẻ thù luôn đi trước một bước. Cuối cùng, cuộc truy đuổi dẫn họ tới Bắc Băng Dương, tiếp đến là Bắc Cực, và đã có thời điểm Victor chỉ cách Tạo vật một dặm, nhưng gục ngã do kiệt sức và hạ thân nhiệt nên Tạo vật trốn thoát. Cuối cùng, lớp băng quanh xe trượt tuyết của Victor vỡ ra, và tảng băng nổi tách ra lại đến gần thuyền của Walton.

### Lời kết của Thuyền trưởng Walton
Một vài ngày sau khi Tạo vật biến mất, con thuyển bị mắc kẹt trong lớp băng trôi, vài thủy thủ chết vì lạnh trước khi những người còn lại yêu cầu quay về phía nam sau khi thoát ra khỏi lớp băng. Sau khi nghe yêu cầu này, Victor tức giận và, dù sức khỏe không tốt, đã có một bài phát biểu hùng hồn với họ. Anh nhắc lại tại sao họ chon tham gia và chuyến thám hiểm này và rằng chính khó khăn và nguy hiểm, không phải sự nhàn hạ, mới tạo nên vinh quang. Dù bị ấn tượng bởi những lời lẽ trên, nhưng nhiêu đó là không đủ để thay đổi quyết định của thủy thủ đoàn, và Walton phải quay về phía nam trong sự tiếc nuối. Victor, dù đang rất yếu ớt, nói rằng sẽ tự mình tiếp tục hành trình. Anh kiên quyết cho rằng Tạo vật phải chết.
Victor qua đời ngay sau đó, với lời trăng trối nhắc nhở Walton hãy tìm kiếm "hạnh phúc trong thanh bình và tránh có tham vọng." Walton sau đó phát hiện ra Tạo vật trên tàu bên cạnh cái xác của Victor. Tạo vật nói với Walton rằng cái chết của Victor không mang tới cho nó sự thanh bình; đúng hơn là tội ác mà nó gây ra còn khiến nó đau khổ hơn cả Victor. Tạo vật thề sẽ kết liễu bản thân để không ai sẽ biết đến sự tồn tại của nó nữa, và Walton nhìn thấy Tạo vật trôi dần vào Bắc Cực trên một tảng băng. Từ đó trở đi không ai thấy nó nữa.

## Xuất bản

Mary Shelley vẽ bởi Richard Rothwell năm 1840–41

Mary Shelley hoàn thành cuốn Frankenstein hoặc Prometheus hiện đại vào tháng 5 năm 1817, và được xuất bản lần đầu tiên vào ngày 01 tháng 1 năm 1818 bởi nhà xuất bản nhỏ Lackington, Hughes, Harding, Mavor & Jones tại London . Lúc đó tên tác giả vẫn chưa được công bố (nặc danh), với lời tựa viết cho Mary bởi Percy Bysshe Shelley, chồng cô và dành tặng cho nhà triết học William Godwin là cha cô. Nó được xuất bản với 500 bản in gồm ba tập, in theo khổ "triple-decker" ("ba tầng") trong lần in đầu tiên. Cuốn tiểu thuyết trước đó đã bị từ chối xuất bản bởi nhà xuất bản của Percy Bysshe Shelley, Charles Ollier và John Murray.
Lần xuất bản thứ hai của Frankenstein được xuất bản vào ngày 11 tháng 8 năm 1822 gồm hai tập (xuất bản bởi G. and W. B. Whittaker), và lần này tên tác giả được công bố.
Vào ngày 31 tháng 10 năm 1831, ấn bản phổ biến nhất, gộp in chung trong một tập xuất hiện, xuất bản bởi Henry Colburn & Richard Bentley. Lần in này đã được Mary Shelley kiểm duyệt kỹ càng và sửa đổi rất nhiều, một phần vì áp lực để làm cho câu chuyện bảo thủ hơn và bao gồm một lời nói đầu của bà, mới và dài hơn, cũng như trình bày một phiên bản hơi tôn tạo, nhẹ nhàng hơn của nguồn gốc câu chuyện. Bản in này có xu hướng trở thành bản được đọc rộng rãi nhất, tuy nhiên bản gốc từ năm 1818 vẫn còn được xuất bản . Nhiều học giả thích các văn bản năm 1818, họ cho rằng bản in đó mới thể hiện được tính chất văn gốc của Shelley .

## Phim & Kịch và biến thể

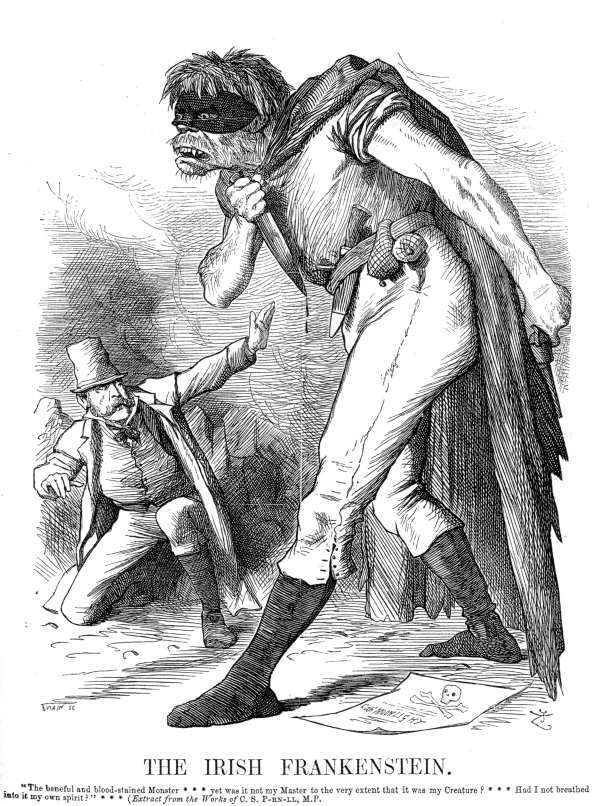
Một tranh vẽ biếm họa của tạp chí Punch năm 1843

Rất nhiều phim và kịch đã được dựng nên từ cốt truyện này. Trong số đó có:
- 1931: Frankenstein đã trở thành một bộ phim của hãng Universal, đạo diễn James Whale, với sự tham gia của Colin Clive, Mae Clarke, John Boles và Boris Karloff là con quái vật.
- 1990: Frankenstein Unbound với John Hurt, Raul Julia và Bridget Fonda.
- 2011: Frankenstein: Day of the Beast, là một bộ phim độc lập dựa trên cuốn sách ban đầu.
- 2015: Viector Frankenstein, là bộ phim do James McAvoy đóng. = Victor Frankenstein (2015) =